# Ludwig Friedrich Heyd

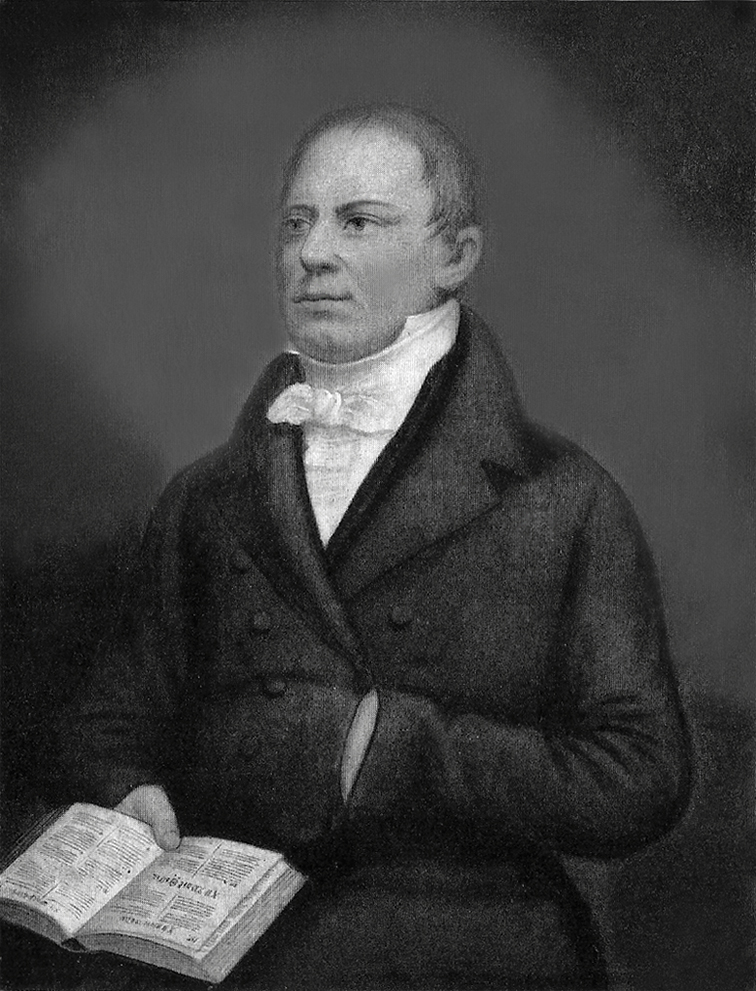
Ludwig Friedrich Heyd

Ludwig Friedrich Heyd (* 19. Februar 1792 in Bissingen, Enz; †  6. März 1842 in Markgröningen) war Historiker und Theologe. Während seiner Tätigkeit als evangelischer Stadtpfarrer in Markgröningen publizierte er einige Werke über die württembergische Landesgeschichte und zur Stadtgeschichte Markgröningens.

## Leben und Familie
Heyds Eltern waren der fürstliche Rat und Bissinger Holzfaktor Karl Ferdinand Heyd (1755–1835) und Henriette Charlotte Luise, Tochter des Sindelfinger Stadtpfarrers Benjamin Hummel, die bereits am 20. Mai 1795 verstarb. An ihre Stelle trat am 10. April 1796 Christophine Regina Zech von Liebenstein als Stiefmutter. Ab seinem neunten Lebensjahr besuchte Ludwig Heyd gemeinsam mit seinem älteren Bruder das Eberhard-Ludwigs-Gymnasium in Stuttgart. 1806 trat er in die Klosterschule zu Denkendorf und 1808 in die von Maulbronn ein. 
Nach seiner Ausbildung am Tübinger Stift, wo er 1812 mit einer geschichtswissenschaftlichen Arbeit zum Magister der Philosophie promovierte und 1815 seine erste theologische Dienstprüfung ablegte, war er bis Mai 1816 Pfarramtsgehilfe in Althengstett bei Calw. In der Provinz geistig unterfordert, trat er im Mai 1816 mit Unterstützung seines Vaters eine ausgedehnte Bildungsreise durch Deutschland, Österreich und Italien an, während der er zahlreiche Intellektuelle seiner Zeit kennenlernte. Ende 1817 wurde er Repetent am Tübinger Stift. 1820 kam er als „Helfer“ des Stadtpfarrers Johann Christian Glanz († 1823) nach Markgröningen und heiratete am 26. November 1820 dessen Tochter Wilhelmine Charlotte (1801–1867). 1824 wurde ihm – unterstützt von der Gemeinde – die Nachfolge des Schwiegervaters als Erster Pfarrer übertragen. Ein Amt, das der an seiner Wirkungsstätte allseits geschätzte Historiker und Theologe allerdings nicht ganz freiwillig bis zu seinem Tode bekleidete: Die 1830 beantragte Rückkehr in den Wissenschaftsbetrieb wurde ihm verwehrt, weil seine zuvor veröffentlichten Werke politisch nicht opportun waren.
Heyd hatte mit Wilhelmine sieben Kinder, von denen drei früh verstarben. Als Heyd 1842 starb, war sein Sohn Wilhelm Heyd erst 19 Jahre alt. Er schlug ebenfalls eine geistliche Laufbahn ein, war allerdings nur kurze Zeit Pfarrer. Im Gegensatz zu seinem Vater gelang es ihm, sein geschichtswissenschaftliches Interesse zur Profession zu machen. Er publizierte etliche historische Werke und wurde schließlich Leiter der Landesbibliothek in Stuttgart.

## Werke

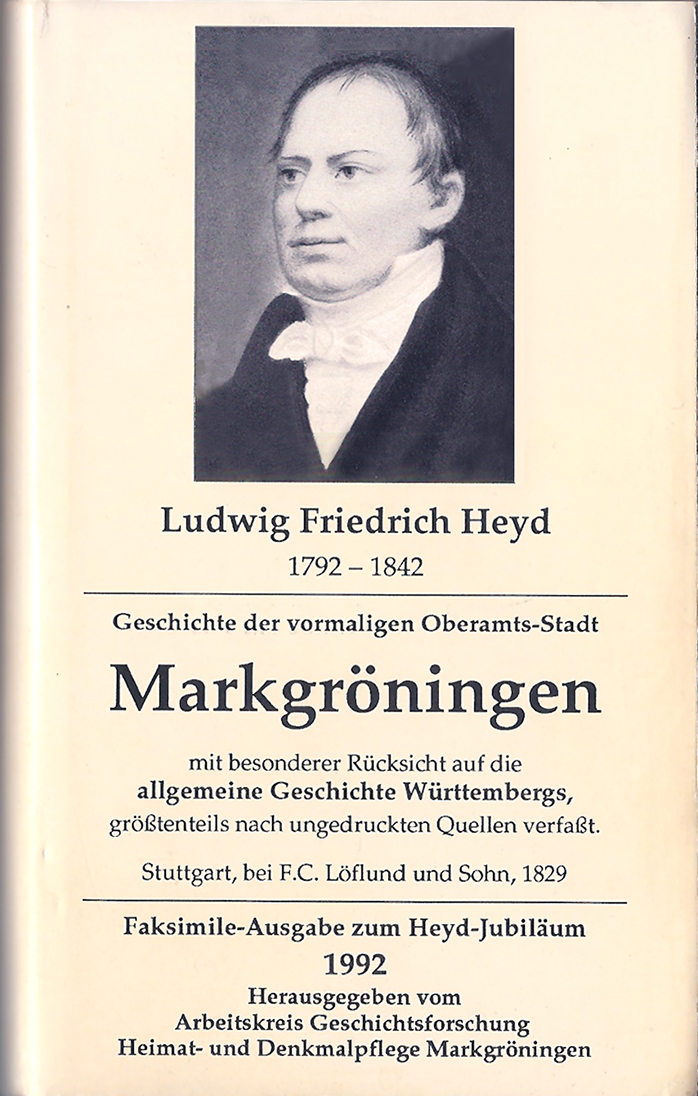
Titel der Faksimile-Ausgabe von Ludwig Heyds Stadtgeschichte (1992)

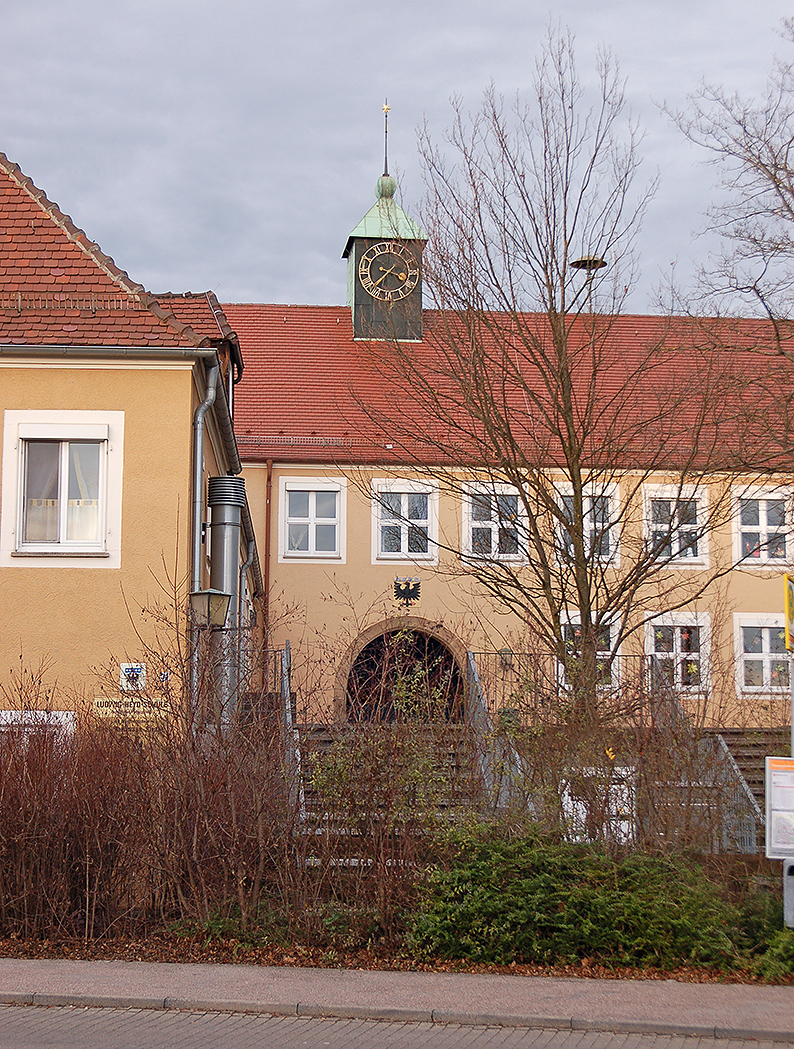
Ludwig-Heyd-Schule in Markgröningen

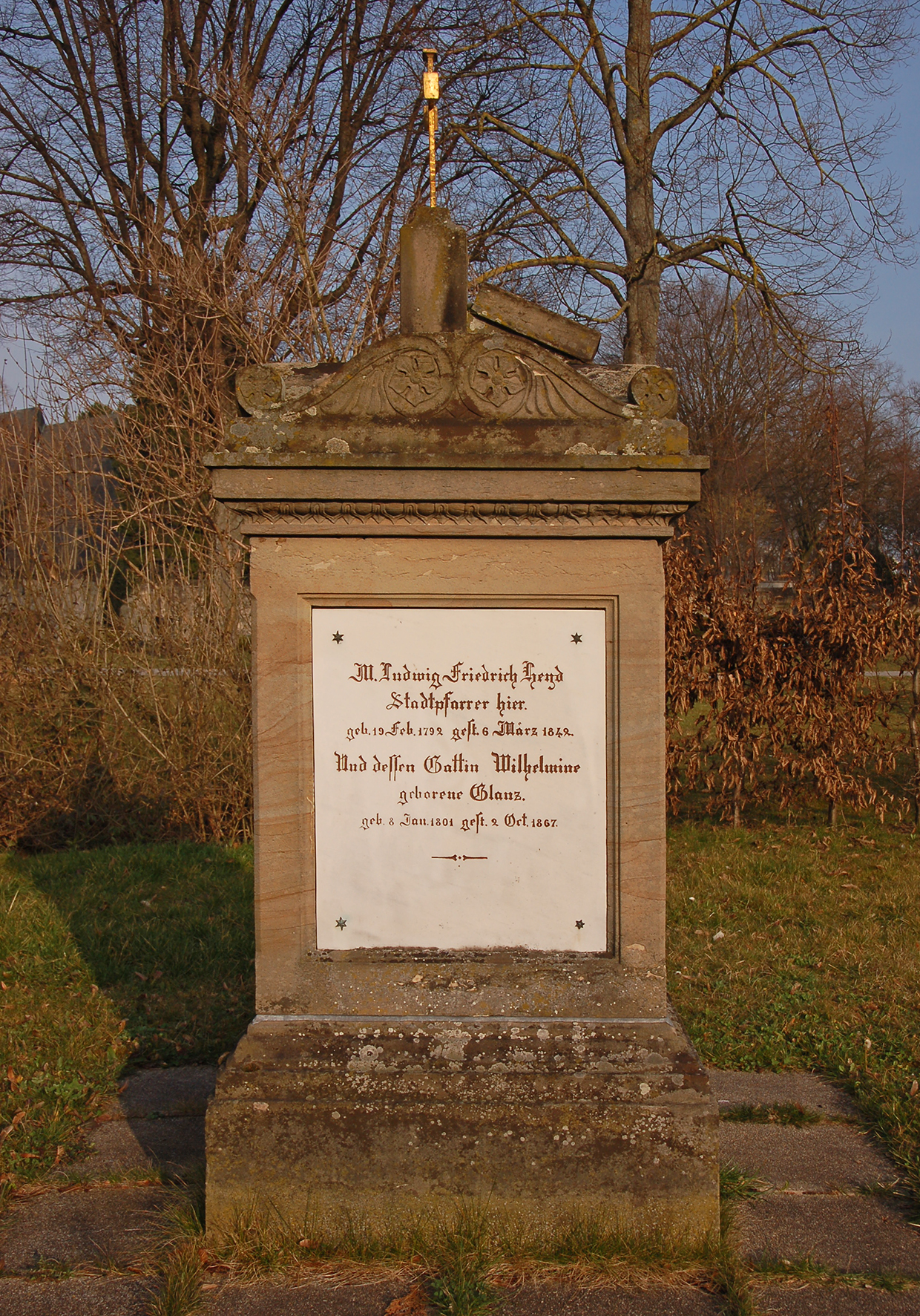
Inschrift für Ludwig Heyd und Gattin Wilhelmine auf dem Grabmal der Familie Glanz in Markgröningen

Wie der Pfarrer und Autor der 1787 erschienenen Geographie und Statistik Wirtembergs, Philipp Röder († 1831 in Walheim), befasste sich Heyd leidenschaftlich mit der württembergischen Landesgeschichte, zu der er neben zahlreichen Zeitschriftenaufsätzen auch einige umfangreichere Werke veröffentlichte:
- Der wirtembergische Canzler Ambrosius Volland. Stuttgart 1828 (Digitalisat), als Replik auf Hauffs populären Roman Lichtenstein.[4]
- Geschichte der Grafen von Gröningen, Stuttgart 1829 (Digitalisat), zur Widerlegung von Memmingers These, dass Grüningen bei Riedlingen namensgebend für deren Geschlecht gewesen sein soll.[5]
- Geschichte der vormaligen Oberamtsstadt Markgröningen mit besonderer Rücksicht auf die allgemeine Geschichte Württembergs, Stuttgart 1829 (Neuauflage als Faksimile 1992)
- Die Schlacht bei Lauffen, Stuttgart 1835 (Digitalisat)
- Melanchthon und Tübingen 1512-18, Tübingen 1839 (Digitalisat)
- Ulrich, Herzog von Württemberg. Ein Beitrag zur Geschichte Württembergs und des Deutschen Reichs im Zeitalter der Reformation (3 Bände), Tübingen 1841–1844; Band 3 wurde posthum 1844 von Karl Pfaff vollendet. (Digitalisate: Band I, Band II, Band III)

Heyd betrieb intensives Quellenstudium und betonte dies – offenbar als Wink an zeitgenössische Geschichtsschreiber – im Untertitel einiger seiner Werke, die er konsequent mit Fußnoten versah. Für sein dreibändiges Werk über Herzog Ulrich durchforschte er auch Archive in der Schweiz und in Mömpelgard.

## Rezeption
Heyds Ansinnen, sich auch beruflich der Geschichtswissenschaft zu widmen, wurde von der Obrigkeit 1830 ebenso abschlägig beschieden wie der Antrag des Markgröninger Stadtrats, ihn wegen seiner wissenschaftlichen Verdienste zu ehren. Die in seiner 1829 erschienenen Stadtgeschichte offenbar zu respektlos geäußerte Kritik an der landesherrlichen Raumordnung zulasten Markgröningens war politisch nicht opportun und wurde ihm laut Lenk in den maßgeblichen Kreisen „verübelt“.
Seine Geschichte der Grafen von Gröningen, mit der er Memmingers Namensherleitung dieser Württemberger Seitenlinie widerlegte, passte ebenso wenig in die politische Landschaft und fand danach nicht mehr die verdiente Beachtung. Aktuelle Untersuchungen bestätigen seine quellenbasierte Arbeit.
In einem Nachruf im Schwäbischen Merkur bescheinigten ihm Markgröninger Bürger, dass er sein Amt stets „gewissenhaft und furchtlos, verständig und wohlwollend“ ausgeübt habe. Die Städte Bietigheim-Bissingen und Markgröningen haben Heyd ob seiner Verdienste für die Stadtgeschichtsforschung zum Ehrenbürger erkoren. In Markgröningen sind die Grund- und Hauptschule und eine Straße nach ihm benannt.
Der ebenfalls in Bietigheim und Markgröningen wirkende Hermann Römer hat Heyds stadthistorische Werke fortgeschrieben. Der Arbeitskreis Geschichtsforschung und Denkmalpflege Markgröningen hat Heyds Geschichte der vormaligen Oberamtsstadt Markgröningen zum 200-jährigen Heyd-Geburtstag 1992 als Faksimile-Ausgabe neu aufgelegt und in einer Broschüre einige mit „Louis“ unterzeichnete Briefe an seine Familie veröffentlicht, in denen Heyd von seinen 1816 bis 1839 unternommenen Forschungsreisen berichtete.